# A Greek-English Lexicon
A Greek-English Lexicon (zu Deutsch: ‚Ein griechisch-englisches Lexikon‘) ist ein altgriechisch-englisches Wörterbuch, das nicht nur im englischsprachigen Raum als das Standardwerk schlechthin seiner Art gilt. Nach seinen Begründern, den britischen Altphilologen Henry George Liddell und Robert Scott, und dem Nachbearbeiter Henry Stuart Jones wird es von Altphilologen kurz „Liddell-Scott-Jones“ oder „LSJ“ genannt (früher „Liddell & Scott“) und auch so in der Fachliteratur zitiert.

## Geschichte
Das Lexikon entstand als Neubearbeitung des Handwörterbuchs der griechischen Sprache von Franz Passow, dessen Bearbeitung nach Passows Tod 1833 zum Erliegen kam. Die Oxforder Altphilologen Henry George Liddell (1811–1898) und Robert Scott (1811–1887) brachten bei der Oxford University Press gemeinsam sieben Ausgaben ihres Wörterbuchs heraus (1843, 1845, 1849, 1855, 1861, 1869 und 1882). Zur gleichen Zeit entstand auch das Latin Dictionary von Charlton T. Lewis und Charles Short, das 1879 vollendet wurde. 1843 erschien gleichzeitig mit der ersten Ausgabe des großen und auf dessen Basis ein sehr brauchbares Schülerlexikon, das sogenannte ‘little Liddell’ („A Lexicon. Abridged from Liddell and Scott’s Greek-English Lexicon“), das mehrere Neuausgaben sowie unzählige Neuauflagen erlebt hat und heute noch greifbar ist. Dazu erschien die siebte Ausgabe (1882) 1889 in gekürzter Form als An Intermediate Greek-English Lexicon und dient als Handwörterbuch. Nach dem Tode Scotts besorgte Liddell die achte Ausgabe des großen Lexikons 1897 allein. Nach seinem eigenen Tode 1898 wurde diese Ausgabe dann 1901 und 1908 neu aufgelegt.
1911 übernahmen Henry Stuart Jones (1867–1939) und Roderick McKenzie die Bearbeitung und 1922 sowie 1928 erschienen weitere Neuauflagen der achten Ausgabe. In einem 1925 verfassten Vorwort werden die Verdienste von Liddell und Scott gewürdigt.
Nach dem Tod zuerst von Jones’ Assistenten McKenzie (1937) und dann von Jones selber (1939) erschien 1940 mit dem Vorwort von 1925 die von den beiden besorgte neunte Ausgabe des Lexikons, der allerdings noch eine Liste zu korrigierender und hinzuzufügender Einträge anhing. 1968 wurde diese in ein angehängtes Supplement einverleibt, das von Martin L. West bearbeitet wurde. 1981 wurde P. G. W. Glare Herausgeber des Supplements, der schon das Oxford Latin Dictionary bearbeitet hatte. Seit 1988 ist Anne A. Thompson Mitherausgeberin. Die Redaktion des Supplements arbeitet mit einem Siglenapparat, der Korrekturen, Hinzufügungen und Streichungen zur neunten Ausgabe unterscheidet. Die jüngst erschienene Ausgabe des Supplements ist die von 1996; der Haupttext des Lexikons bleibt allerdings derjenige der neunten Ausgabe, welche mit der internationalen bibliographischen Kürzel LSJ zitiert wird. Im Supplement-Vorwort von 1996 kündigen die Herausgeber an, künftig Einträge in Linear B nach der Interpretation von Michael Ventris zu integrieren.

## Bedeutung
Durch seine Stellung als umfassendstes, konkurrenzloses altgriechisch-englisches Wörterbuch ist der Liddell-Scott-Jones ein einzigartiges Werk seiner Art und hat weit über den englischsprachigen Raum hinaus Rezeption erfahren. Er dient als Vorlage für das laufende Diccionario Griego-Español. Seit der Aufgabe des Passow’schen Wörterbuchs im mittleren 19. Jahrhundert ist im deutschsprachigen Raum kein gleichrangiges griechisches Wörterbuch erschienen, während für die lateinische Sprache das Ausführliche lateinisch-deutsche Handwörterbuch von Karl Ernst Georges seit Beginn des 20. Jahrhunderts als Standardwerk gilt. In Ermangelung eines gleichwertigen umfassenden Wörterbuchs wird der Liddell-Scott-Jones auch im deutschsprachigen Raum verwendet, auch wenn kleinere deutsch-griechische Wörterbücher erschienen sind, etwa das Griechisch-deutsche Schulwörterbuch von Hermann Menge oder das Griechisch-Deutsche Schul- und Handwörterbuch von Wilhelm Gemoll.

## Ausgaben
- Henry George Liddell, Robert Scott: A Greek-English Lexicon. Clarendon Press, Oxford 1843
  - 9. Auflage, besorgt von Henry Stuart Jones mit Roderick McKenzie, ebenda 1940 
    - zahlreiche Nachdrucke ebenda seit 1948; 7. anastatischer Nachdruck, mit A supplement von E. A. Barber unter Mitwirkung von P. Maas, M. Scheller und M. L. West, ebenda 1968; mehrere Neudrucke bis 1996, ISBN 0-19-864226-1.